# Dasylurinja kokuminola
Dasylurinja kokuminola — викопний вид сумчастих ссавців родини Хижі сумчасті (Dasyuridae). Вид існував у міоцені в Австралії. Скам'янілі рештки знайдені на території штату Квінсленд.